# Szumbar
Szumbar (ukr. Шумбар) – wieś w zachodniej części Ukrainy, na granicy Wołynia i Podola, w rejonie krzemienieckim obwodu tarnopolskiego. Miejscowość liczy 848 mieszkańców.

## Zabytki
- zamek[2]